# عدد أولي محتمل
في نظرية الأعداد، عدد أولي محتمل (بالإنجليزية :(PRP) Probable prime) هو عدد طبيعي يستوفي شرطا ما تحققه جميع الأعداد الأولية. ولكن لا تستوفيه معظم الأعداد المؤلفة. تختلف هذه شروط حسب نوع العدد الأولي المحتمل . في حين أنه قد يكون هناك عدد أولي محتمل ولكنه مؤلف (يسمى عدد شبه أولي Pseudoprimes) ، يتم اختيارالشرط بشكل عام من أجل جعل مثل هذه الاستثناءات نادرة.
اختبار فيرما لأولية عدد ما ، والذي يعتمد على نظرية فيرما الصغرى ، يعمل على النحو التالي : ليكن {\displaystyle n} عدد صحيح ، اختر عددًا صحيحًا {\displaystyle a} لا يكون مضاعفًا لـ {\displaystyle n} ؛ (عادةً ، نختار {\displaystyle a} في النطاق {\displaystyle 1<a<n-1}). احسب  {\displaystyle a^{n-1}{\pmod {n}}} إذا لم تكن النتيجة 1 ، فإن {\displaystyle n} تكون مركبة. إذا كانت النتيجة 1 ، فمن المحتمل أن يكون {\displaystyle n} عددًا أوليًا ؛ بحيث يسمى {\displaystyle n} عددًا أوليًا محتملاً للأساس {\displaystyle a}.
بالنسبة لأساس {\displaystyle a} ثابت ، من غير المألوف أن يكون عدد مؤلف عددُُ أولي محتملاً (أي عدد شبه أولي) لذلك الأساس. على سبيل المثال ، حتى {\displaystyle 25\times 10^{9}} ، يوجد {\displaystyle 11,408,012,595}عددا مؤلفا فرديًا ، ولكن يوجد فقط {\displaystyle 21853} عددا شبه أولي للأساس 2. عدد الأعداد الأولية الفردية في نفس المجال هو {\displaystyle 1,091,987,404}.

## خصائص
الأولية المحتملة هي أساس لخوارزميات اختبار الأولية الفعالة ، والتي تجد تطبيقات كثيرة في التشفير. عادة ما تكون هذه الخوارزميات احتمالية بطبيعتها. الفكرة هي أنه على الرغم من وجود أعداد أولية محتملة مؤلفة لأساس {\displaystyle a} لأي ثابت {\displaystyle a} ، فقد نأمل أنه يوجد {\displaystyle P<1} ثابت بالنسبة لأي عدد مؤلف {\displaystyle n} ، بحيث إذا اخترنا {\displaystyle a} عشوائيًا ، فإن احتمال أن {\displaystyle n} هو شبه أولي للأساس {\displaystyle a} هو على أقصى تقدير {\displaystyle P}.

## وصلات خارجية
- The prime glossary – Probable prime
- The PRP Top 10000 (the largest known probable primes)
- Generalized repunit probable primes